# Geografia de Namíbia

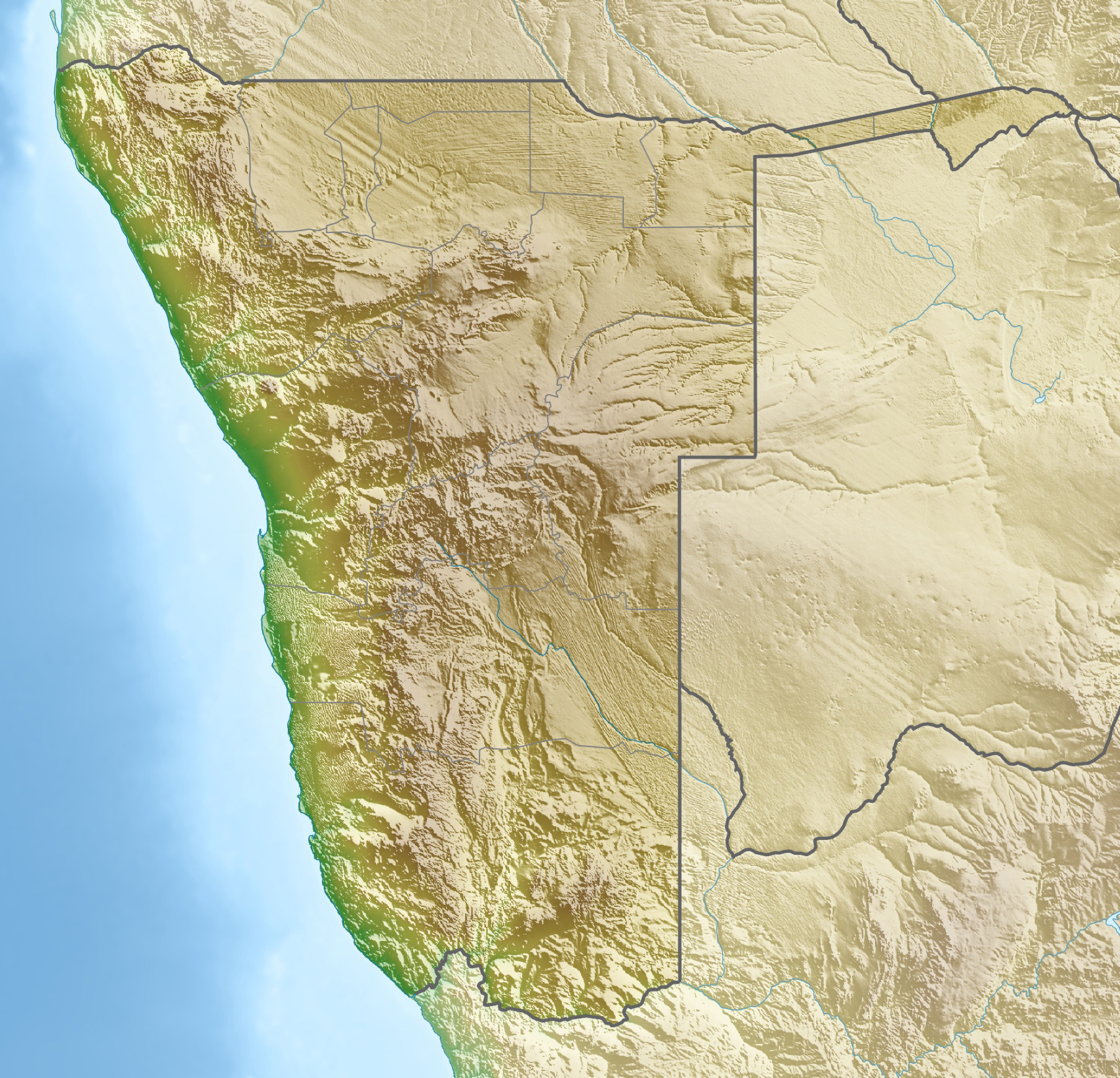
Relleu de Namíbia

Classificació climàtica de Köppen de Namíbia. En roig, clima desèrtic càlid; en carabassa, semiàrid, i en rosa, desèrtic fred

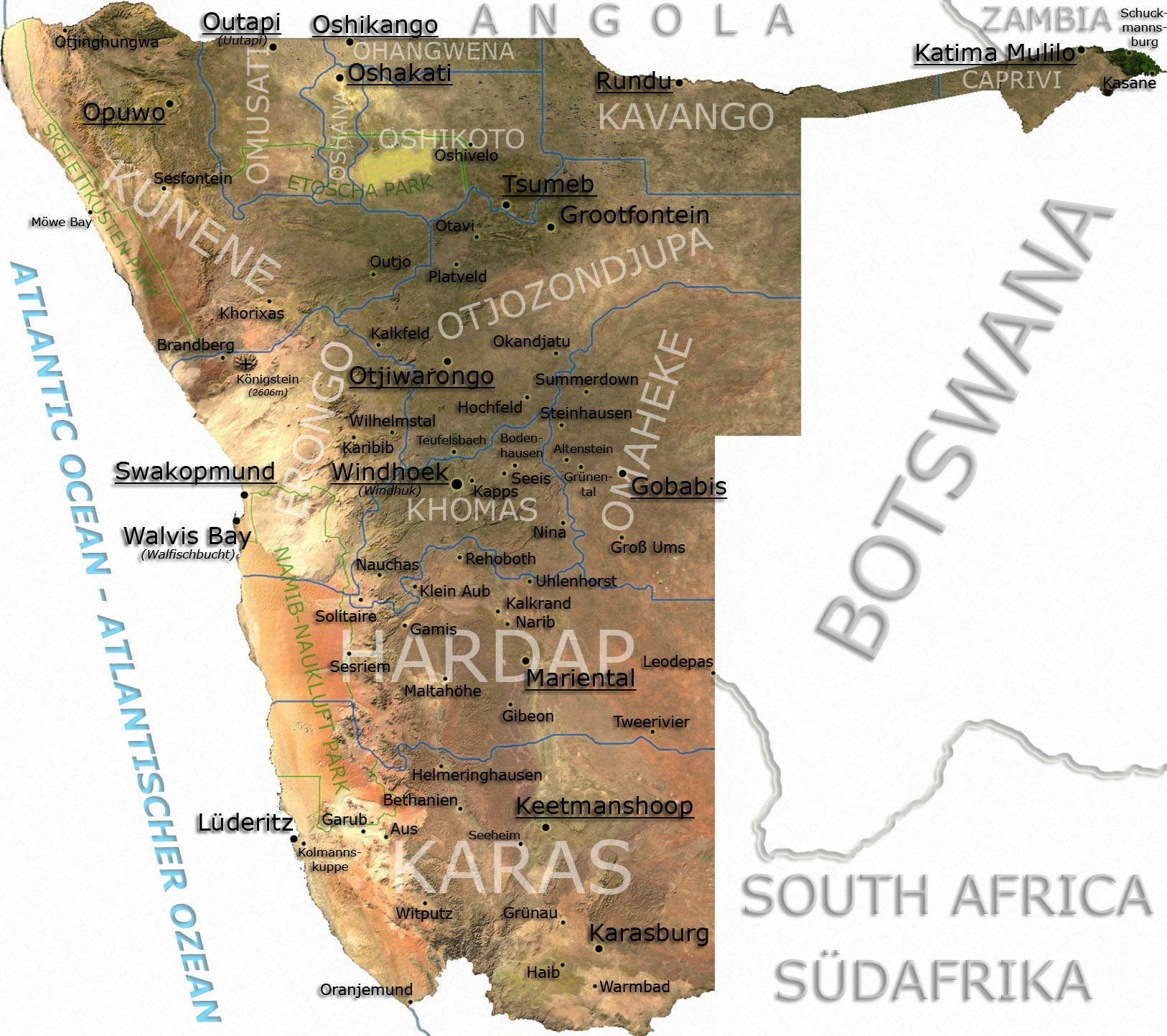
Namíbia (els noms en aquest mapa estan en anglés i alemany)

Namíbia està situada al sud-oest d'Àfrica, a la costa atlàntica. Limita al nord amb Angola, a l'est amb Botswana, al sud amb Sud-àfrica, al nord-est amb Zàmbia i a l'oest amb l'oceà Atlàntic.
Malgrat l'extensa costa la major part del territori és desèrtic, i en destaquen dos importants deserts, el del Namib a l'oest i el de Kalahari a l'est. La raó perquè el desert del Namib arribe a limitar amb l'oceà a la costa dels Esquelets i de la gran sequedat atmosfèrica fins a les platges és perquè l'aigua d'aquesta part de l'Atlàntic és freda pels corrents que procedeixen de l'Antàrtida: l'aigua freda no produeix prou evaporació perquè es formen importants núvols de pluja.

## Relleu
Avançant des de l'oceà cap a l'est el territori s'eleva de seguida per formar un ampli altiplà que ocupa la major part de l'estat. Una sèrie de serralades de muntanyes molt antigues recorren Namíbia de sud a nord, bastant arrodonides per l'erosió (la toponímia encara utilitzada és en gran manera la colonial alemanya i l'afrikaans, ja que un mateix accident geogràfic pot rebre noms molt diferents segons les diverses ètnies nadiues). La major altitud n'és la muntanya Konigstein, de 2.606 msnm; al centre nord destaca la muntanya Omatako, de 2.286 m; a poca distància se'n situa l'Etig amb 2.085; uns 700 km al sud-oest destaca el Schroffenstein amb 2.202 m; i a l'extrem sud-oest es troba el massís aïllat de les muntanyes Hunsberge.
Els dos principals rius són exògens (naixen fora de Namíbia): al nord el Cunene, que assenyala part del límit amb Angola, i al sud l'Orange, que assenyala gran part del límit amb Sud-àfrica.
Si observem Namíbia en el mapa d'Àfrica, trobem una estreta franja que s'estén entre el nord de Botswana i el sud d'Angola i que és territori namibi: és la franja de Caprivi.
El principal accident costaner n'és la badia de la Balena.
L'aigua freda de l'oceà que banya les costes namíbies és molt rica en recursos pesquers; d'altra banda el subsòl de l'interior desèrtic conté importants jaciments minerals, entre els quals es destaquen els d'or i diamants.

## Clima
Namíbia, tallada pel tròpic de Capricorn, té un clima subtropical, desèrtic al llarg de la costa i al sud, i àrid, amb una època de pluges entre novembre i març, al centre-nord i al nord-est.
A la costa les pluges són quasi inexistents: a Swakopmund cauen amb prou feines 8 mm a l'any i plou un sol dia de mitjana, però les boires provocades pel corrent fred de Benguela, que recorre la costa de sud a nord, fan que les temperatures oscil·len entre els 9 °C i els 21 °C de mitjanes mínimes i màximes tot l'any, amb 16 °C de màxima entre agost i octubre. El vent anomenat oosweer, procedent de l'interior, pot fer que les temperatures pugen sobtadament. N'hi ha prou amb allunyar-se de la costa uns quilòmetres per notar la calor.
La zona més seca és a la costa, al desert del Namib, i al sud, que forma part del desert de Kalahari, prou humit per contenir plantes xeròfiles i suculentes.
La major part de l'interior de Namíbia l'ocupa un altiplà de 1.200 a 1.700 m d'altitud. Al sud, més sec, la calor és més intensa abans de l'època de pluges. A Keetmanshoop, a 1.000 m d'altitud al desert de Kalahari, cauen 147 mm en 22 dies, la major part entre gener i abril. Les temperatures mitjanes màximes superen els 30 °C entre octubre i març, amb les escasses pluges, i les mínimes baixen de 10 °C entre maig i setembre, amb el cel net.
Al centre de l'estat, a Windhoek, a 1.650 m d'altitud en ple altiplà, cauen 371 mm entre octubre i abril, amb temperatures mitjanes que oscil·len entre 7-21 °C al juny i juliol, i 17-30 °C entre novembre i febrer.
Al nord, prop del Parc nacional d'Etosha, a Tsumeb, a 1.300 m d'altitud, cauen 556 mm en 59 dies, entre octubre i abril, amb mínimes de 8 °C a juny i juliol, i màximes que superen els 30 °C entre setembre i febrer.
La zona més plujosa és al Kavango i a la franja de Caprivi, al nord-est. A Katima Mulilo cauen uns 680 mm entre mitjans d'octubre i primers d'abril. Les temperatures oscil·len entre els 4 °C i els 25 °C a l'hivern; en època de pluges, al desembre i gener, amb més de 160 mm cada mes, les temperatures oscil·len entre els 18 °C i els 24 °C. Quan comencen les pluges, a l'octubre, n'oscil·len entre 17 °C i 35 °C.

## Parcs nacionals de Namíbia
L'administració i organització de la conservació de la natura a Namíbia es fa càrrec del Ministeri de Medi ambient i Turisme. El 2013 estaven sota protecció estatal directa 138.163,7 km², una mica menys del 16,8% de l'àrea de Namíbia. A més, altres 177.435 km² (aproximadament el 21,5% de la superfície) estan sota protecció parcial de l'estat (les denominades conservàncies).

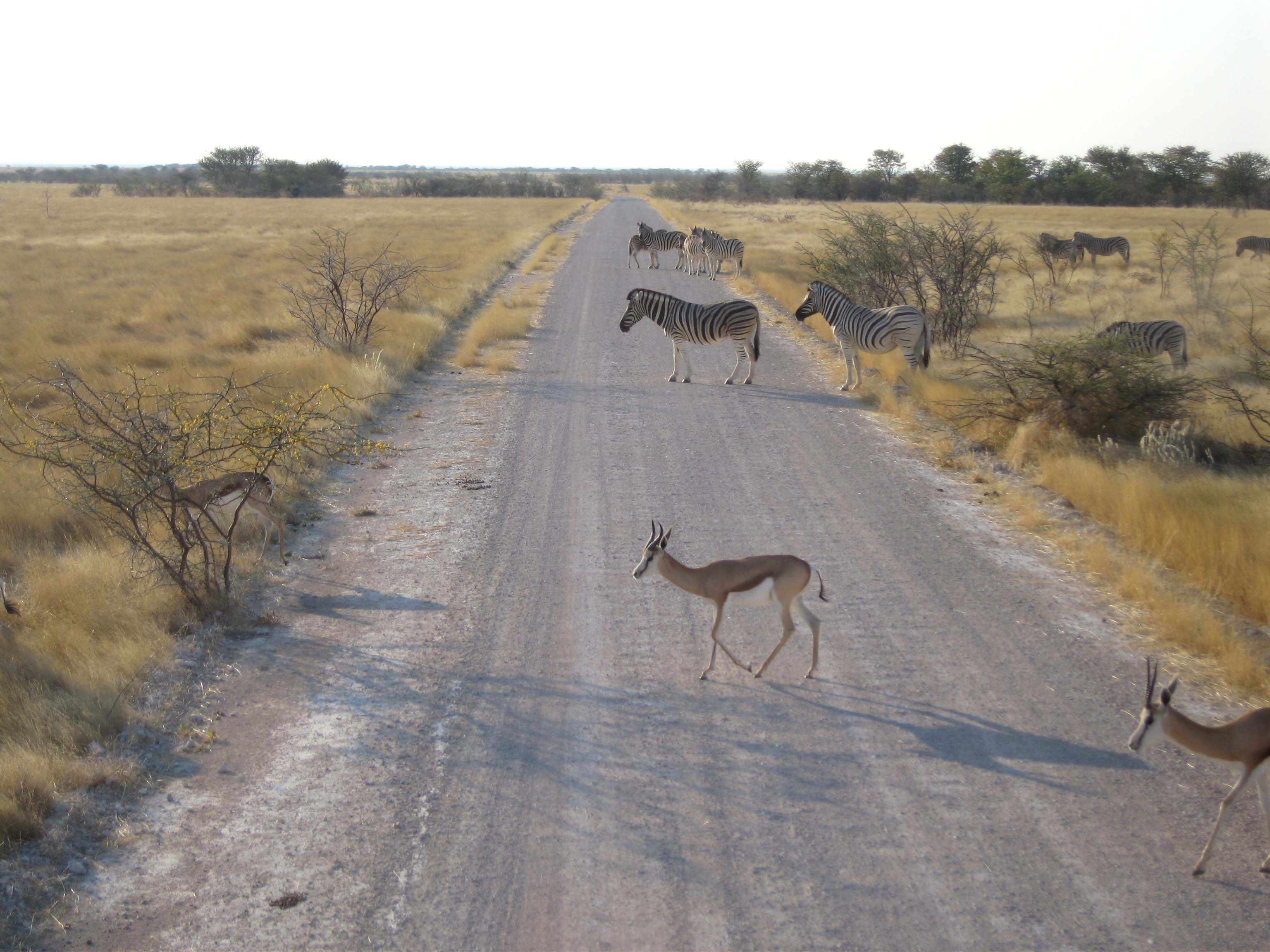
Parc nacional d'Etosha: zebres i gaseles

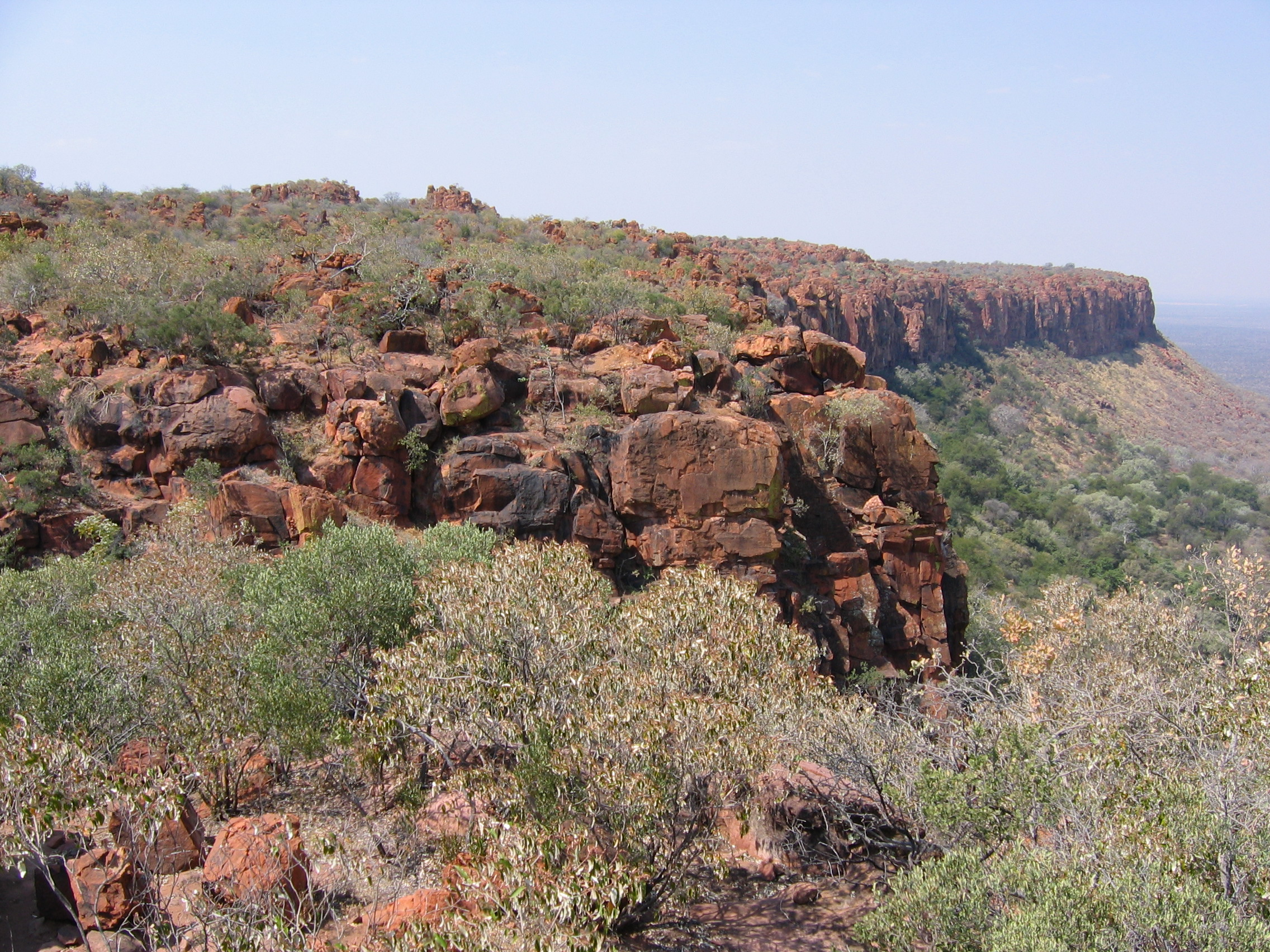
Parc nacional de Waterberg

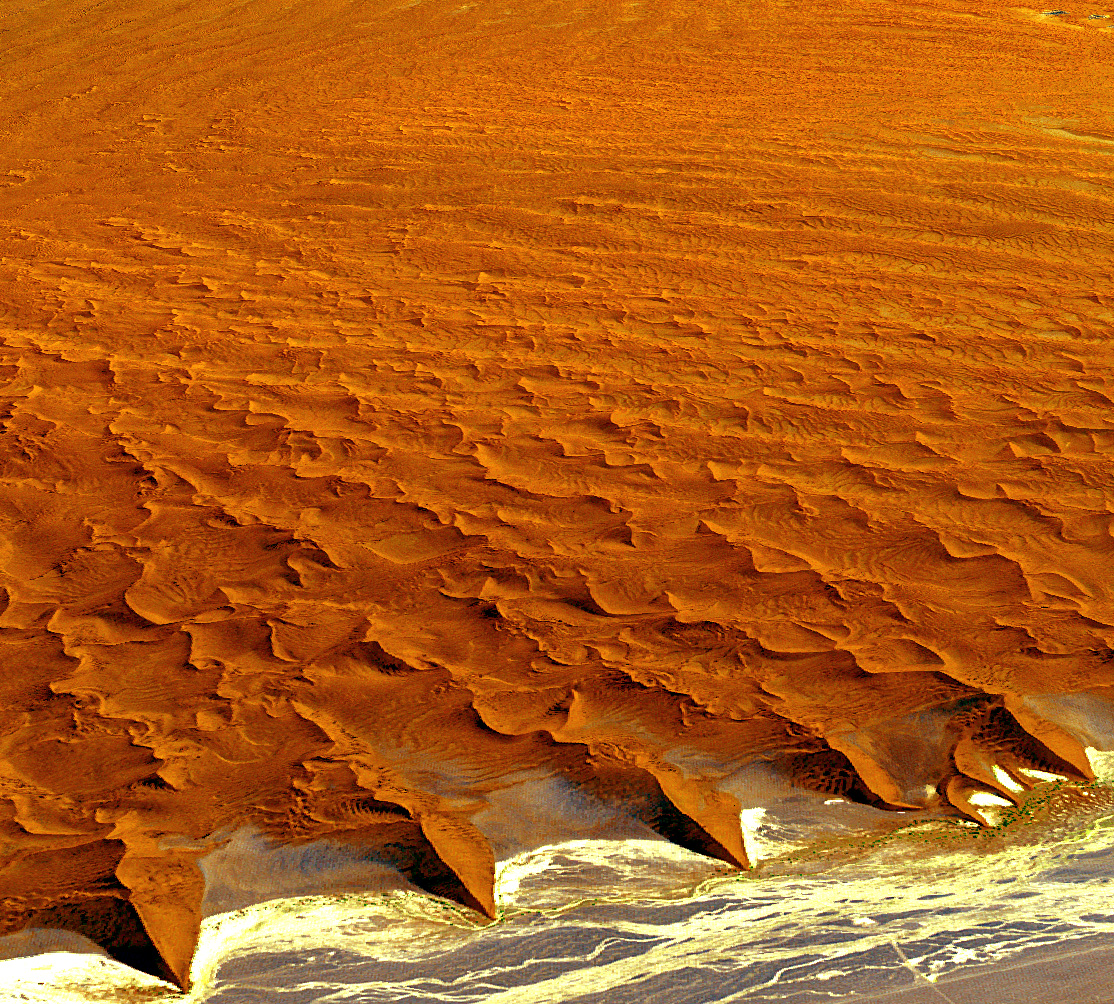
Parc nacional de Namib-Naukluft

- Parc nacional de Mudumu, creat el 1990 a Caprivi, 1.009 km², sabana, bosc de mopane i una zona pantanosa al costat del riu Cuando al límit sud-occidental del parc: sitatungues, elefants, búfals, hipopòtams, kudus, cocodrils, etc.
- Parc nacional de Mamili, creat el 1990, 320 km², dues illes en sengles rius en la prolongació sud de Caprivi; l'illa de Nkasa no és accessible per carretera, sabana arbrada amb acàcies, 600 mm, entre 5 i 35 °C; zona de pas entre Namíbia i Botswana, elefants i búfals.[4]
- Parc nacional de Bwabwata, 2007, 6.100 km², a la franja de Caprivi, entre els rius Okavango i Kwando, vegetació baixa amb dunes, zones inundables en època de pluges, canyisos i papirs, palmeres, zona de pas d'elefants entre Botswana i Angola; gossos salvatges, antílops, hipopòtams, lleons, etc.
- Parc nacional de Dorob, creat el 2010, 1.610 km² a la costa central de Namíbia. Al sud és el Parc nacional de Namib-Naukluft, i al nord el de la costa dels Esquelets, just al nord de la reserva de foques del cap Cross. Com a la costa dels Esquelets, hi ha hienes, òrixs, zebres i 270 espècies d'aus.
- Parc nacional d'Etosha, creat el 1907, 22.270 km², bosc baix amb matoll, sabana i llacunes salades seques, bosc de mopane, tolls; tots els mamífers grans i depredadors.
- Parc nacional de la Costa dels Esquelets, creat el 1971, 16.845 km², costa nord-oest de Namíbia, arena entre muntanyes i oceà, només obert als vehicles la meitat sud, fins al riu Ugab. Enllaça pel nord amb el Parc nacional de lona, a Angola, de 15.150 km², per formar l'Àrea de Conservació Transfronterera de Iona-Costa dels Esquelets.
- Parc nacional de Khaudom, creat el 1989, 4.000 km², al sud de la franja de Caprivi, a la frontera amb Botswana, sabana de bosc i matoll, elefants, lleons, gossos, lleopards, kudus, òrixs, etc.[5]
- Parc nacional de Mangetti, creat el 2008, 420 km², al nord, a Kavango; sabana arbrada i matoll, antílops, hienes, gossos, lleopards, etc.[6]
- Parc nacional de Namib-Naukluft, creat el 1979, 49.768 km², centre-sud de l'estat, al costat de l'oceà, dunes gegants; lloc més conegut: Sossusvlei; boirina, 100 mm de precipitació anual aprofitada pels escarabats del gènere Stenocara. També pels òrixs del Cap.
- Parc nacional de Sperrgebiet, creat el 2004, 26.000 km², costa atlàntica fins a 100 km terra endins en una zona del desert prohibida en gran part per l'explotació de diamants, prop de Luderitz; s'entra pel poble fantasma d'Elizabeth Bay. Al sud, boques del riu Orange, lloc Ramsar d'aus; al desert, plantes endèmiques suculentes.[7]
- Parc nacional de Waterberg, 1972, 405 km², centre de Namíbia, altiplà de Waterberg, elevació enmig del Kalahari, 1.600-1.700 m, 200 m de desnivell, gairebé inaccessible excepte pel nord-est, rinoceronts negre i blanc, búfals, girafes, kudus, antílops, etc.[8]